# الوحوش المذهلة وأين تجدها (فلم)
الوحوش المذهلة وأين تجدها (بالإنجليزية: Fantastic Beasts and Where to Find Them) هو فيلم مغامرات خيالي عرض في نوفمبر من عام 2016 من إخراج ديفيد ياتس وهو مأخوذ من رواية تحمل نفس الاسم للكاتبة البريطانية ج. ك. رولينج وهو من نطاق سلسلة هاري بوتر وتبدأ أحداثه قبل 70 سنة من أحداث هاري بوتر ويتحدث الفيلم عن نيوت سكاماندر الباحث في علوم الوحوش والمخلوقات السحرية. الفيلم من بطولة إيدي ريدماين بدور نيوت سكاماندر وكولين فاريل بدور رجل يدعى غرافز وكان يعمل مساعداً لنيوت وعزرا ميلر ودان فوغلر.
تم عرض الفيلم لأول مرة في مدينة نيويورك في 10 نوفمبر 2016 وافتتح في دور السينما في جميع أنحاء العالم في 18 نوفمبر 2016 بتنسيقات 2D و 3D و 4 D و Dolby Cinema و IMAX ، بواسطة وارنر بروذرز. لقد تلقى مراجعات إيجابية بشكل عام من النقاد وظهر نجاحًا تجاريًا بعد أن حقق 814 مليون دولار في جميع أنحاء العالم، مما يجعله ثامن أعلى فيلم في عام 2016.
تم ترشيح الفيلم لخمس جوائز أكاديمية بريطانية للأفلام، بما في ذلك أفضل فيلم بريطاني، وفاز بجائزة أفضل تصميم إنتاج. تم ترشيحه لجائزتي أكاديمية وفاز بجائزة أفضل تصميم أزياء، ليصبح أول فيلم ساحر يفوز بجائزة الأوسكار. تم إصدار تكملتان، جرائم جراندلوالد في نوفمبر 2018 ، اسرار دمبلدور في أبريل 2022.

## الحبكة
تجري الأحداث في عام 1926، حين يصل الساحر البريطاني و «عالم الحيوانات السحرية» نيوت سكاماندر إلى نيويورك، في طريقه إلى ولاية أريزونا. ويلتقي ماري لو باريبون، امرأة لا تملك قدرات سحرية («نو ماج» اللاسحرة أو «ماغل») التي ترأس جمعية نيو سالم الخيرية. وبينما يستمع نيوت إلى حديثها عن كون السحرة والساحرات حقيقيين وخطرين، يهرب نيفلر من حقيبة نيوت المتوسعة بشكل سحري، والتي تضم العديد من المخلوقات السحرية. بينما يحاول نيوت القبض على النيفلر، يلتقي بعامل صناعة المعلبات الذي لا يملك قدرات سحرية والخباز الطموح جاكوب كوالسكي، ويتبادلون الحقائب دون قصد. تعتقل تينا غولدشتاين إحدى الديموتد أورور (صيادين سحرة السحر الأسود) نيوت بسبب الفوضى التي سببها النيفلر وتأخذه إلى مقر مجلس السحرة في الولايات المتحدة الأمريكية (ماكوسا)، على أمل استعادة موقعها السابق. ومع ذلك، بما أن حقيبة جاكوب تحتوي على مخبوزات فقط، يُطلق سراح نيوت. في شقة جاكوب، تهرب عدة مخلوقات من حقيبة نيوت.
بعد أن عثر تينا ونيوت على جاكوب والحقيبة، أخذتهما تينا إلى شقتها وعرفتهما على كويني، أختها صاحبة القدرات السحرية الخاصة باستخراج الذكريات والعواطف من عقول الآخرين. ينجذب كل من جاكوب وكويني إلى بعضهما بشكل متبادل، رغم أنه يحظر على السحرة الأميركيين أي اتصال مع اللاسحرة. يأخذ نيوت جاكوب داخل حقيبته المتوسعة، حيث يجد جاكوب أوبسكوروس، طفيلية تتطور داخل الأطفال الذين يتمتعون بهبات سحرية في حال قمعوا قدراتهم السحرية. استخلصها نيوت من فتاة شابة ماتت: لأنه نادرًا ما يعيش المصابون بعد سن العاشرة. يُقنع نيوت جاكوب لمساعدته في البحث عن المخلوقات المفقودة. بعد أن أعادوا القبض على إثنين من الحيوانات الثلاثة الهاربة، تعيد تينا الحقيبة إلى الـ ماكوسا. يعتقلهم المسؤولون معتبرين أن أحد وحوش نيوت مسؤول عن قتل السناتور هنري شو الابن. يتهم مدير الأمن السحري، بيرسيفال غريفز نيوت بالتآمر مع الساحر المظلم سيئ السمعة غيلرت غريندلوالد، ويقرر تدمير حقيبة نيوت ومحو ذكريات جاكوب الأخيرة عن السحر. حُكم على نيوت وتينا بالإعدام الفوري سراً، لكنهما يهربان، بمساعدة من كويني وجاكوب، اللذان استعادا أيضًا حقيبة نيوت. بعد معلومات من غوبلن تينا القديم غنارلاك، يجد الرباعي آخر المخلوقات الهاربة ويقبضون عليه.
في هذه الأثناء، يصل غريفز إلى كريدنس ابن ماري لو بالتبني، ويعرض عليه أن يحرره من والدته الشريرة. في المقابل، يريد غريفز من كريدنس أن يجد الأوبكوروس الذي يعتقد أنه سبب الحوادث المدمرة الغامضة في جميع أنحاء المدينة. يجد كريدنس عصا تحت سرير مودستي، أخته بالتبني. تفترض ماري لو أنها عصا كريدنس، لكن مودستي تقول إنها هي صاحبة العصا. عندما توشك على معاقبة مودستي، تقتل الأوبسكوروس ماري لو وابنتها الكبرى تشاستيتي. يصل غريفز، وبعد أن يوصله كريدنس إلى موديستي، الذي يفترض أنها حاملة الأوبسكوروس، يرفض كريدنس باعتباره من السكويب (الأطفال من أباء سحرة لكنهم لا يملكون قدرات سحرية) ويرفض تعليمه السحر كما وعده في السابق. يكشف كريدنس أنه المضيف الحقيقي للأوبسكوروس، وقد عاش لفترة أطول من أي مضيف آخر بسبب قوة سحره. في نوبة من الغضب، يتحول كريدنس ويهاجم المدينة.
يجد نيوت كريدنس مختبئًا في نفق لمترو الأنفاق، لكنه مهاجم من قبل غريفز. تينا، التي تعرف كريدنس (فقدت وظيفتها وهي تحاول حمايته من ماري لو) تصل وتحاول تهدئته، في حين يحاول غريفز إقناع كريدنس بالاستماع إليه. عندما يبدأ كريدنس في الاستقرار مرة أخرى في شكل بشري، يصل الأورورز ويحطمونه ظاهريًا لحماية المجتمع السحري. ومع ذلك، فإن جزء صغير من الأوبسكوروس يهرب. يعترف غريفز بخطته لإطلاق الأوبسكوروس، وفضح المجتمع السحري للأشخاص اللاسحرة وتحميل نيوت مسؤولية ذلك. ثم يدعي بغضب أن ماكوسا تحمي اللاسحرة أكثر منهم. عندما يأمر الرئيس الأورورز بإلقاء القبض على غريفز، يهاجم ويبدأ في هزيمتهم جميعًا. يتمكن نيوت من إخضاعه بواحد من وحوشه، ويستخدم تعويذة كاشفة لفضح غريفز المتنكر على أنه غريندلوالد؛ وبعد ذلك يُقبض عليه.
يخشى الـ ماكوسا أن يكون عالمهم السري قد انكشف، ولكن نيوت يطلق طائره ثندربيرد لينشر تعويذة بينما تتساقط الأمطار على المدينة، ماحيًا بذلك كل ذكريات أهل نيويورك في الآونة الأخيرة، بينما يصلح سحرة ماكوسا الدمار. تقبل كوينى جاكوب قبلة الوداع بينما يمحو المطر ذكرياته.
ينسى جاكوب وبقية اللاسحرة كل شيء بمساعدة ثندربيرد، ويعود نيوت إلى إنجلترا. يفتتح جاكوب مخبزًا: بعض منتجاته تشبه الوحوش التي قابلها. تدخل كوينى، ويبتسم لها جاكوب.

## طاقم الفيلم
إيدي ريدمين في نيوت سكاماندر:
موظف في وزارة السحر البريطانية في إدارة الوحوش في قسم تنظيم ومكافحة المخلوقات السحرية، وهو أيضا متخصص في علم المخلوقات السحرية. هو أحد أصدقاء ألباس دمبلدور ، على الرغم من كونه منبوذا من بعض دوائر المجتمع البريطاني الساحر بسبب ماضيه المتقلب.
كاثرين ووترستون في دور تينا غولدشتاين:
هي أحد أعضاء المؤتمر السحري للولايات المتحدة الأمريكية ومدافعة ضد السحر الأسود.
دان فوغلر في دور جاكوب كوالسكي: هو محارب مخضرم في الحرب العالمية الأولى وهو صديق نيوت.
أليسون سودول في دور كوينه غولدشتاين:
الشقيقة الصغرى لتينا، وعملت جنباً إلى جنب معها في المكتب الاتحادي لتصاريح العصي.
عزرا ميلر في دور كريدنس باريبون:
الطفل المتعسّر الذي تم تبنيه من ماري-لو باريبون، وعاملته بقسوة اضطهاد.
كولن فاريل في دور بيرسيفال جريفز: وهو مدافع ضد السحر الأسود وله منصب رفيع المستوى في وزارة السحر ومدير الأمن السحري لمؤتمر السحرة.
جوني ديب في دور غيلرت غريندلوالد:
ساحر شرير قوي قاتم تسبب في أعمال عنف جماعية وإرهاب وفوضى في جميع أنحاء العالم، ويسعى إلى قيادة ثورة تؤمن بتفوق السحرة علي البشر
زوي كرافيتز كـ ليتا لسترانج:
شابة مرتبكة لا تزال تمارس قدرا كبيرا من السيطرة على نيوت، الذي كان قد وقع في حبها في وقت من الأوقات، وربما لا يزال كذلك.

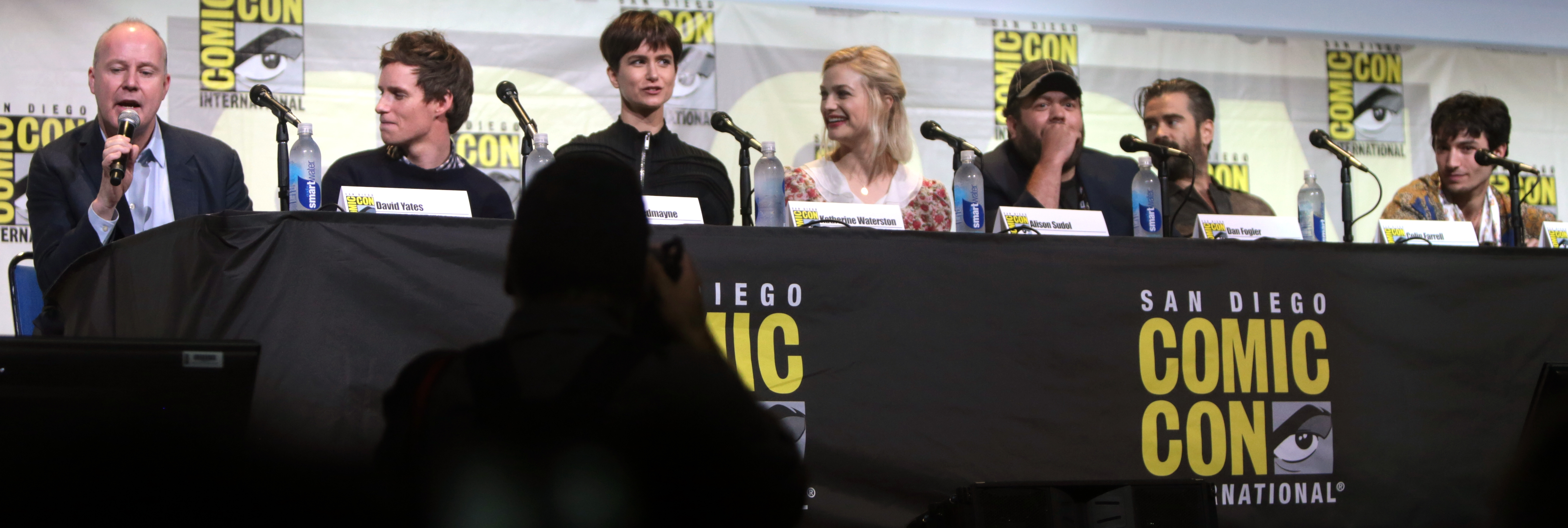
طاقم الفيلم أثناء كوميك كون 2016.

## وصلات خارجية
- الموقع الرسمي
- الوحوش المذهلة وأين تجدها على موقع IMDb (الإنجليزية)
- الوحوش المذهلة وأين تجدها على موقع ميتاكريتيك (الإنجليزية)
- الوحوش المذهلة وأين تجدها على موقع روتن توميتوز (الإنجليزية)
- الوحوش المذهلة وأين تجدها على موقع نتفليكس (الإنجليزية)
- الوحوش المذهلة وأين تجدها على موقع قاعدة بيانات الأفلام العربية
- الوحوش المذهلة وأين تجدها على موقع ألو سيني (الفرنسية)
- الوحوش المذهلة وأين تجدها على موقع Turner Classic Movies (الإنجليزية)
- الوحوش المذهلة وأين تجدها على موقع أول موفي (الإنجليزية)
- الوحوش المذهلة وأين تجدها على موقع بوكس أوفيس موجو (الإنجليزية)
- الوحوش المذهلة وأين تجدها على موقع فيلمافينيتي (الإسبانية)